# Iron River
Iron River is een plaats (city) in de Amerikaanse staat Michigan, en valt bestuurlijk gezien onder Iron County.

## Demografie
Bij de volkstelling in 2000 werd het aantal inwoners vastgesteld op 1929.
In 2006 is het aantal inwoners door het United States Census Bureau geschat op 3122, een stijging van 1193 (61.8%).

## Geografie
Volgens het United States Census Bureau beslaat de plaats een oppervlakte van
9,1 km², waarvan 9,0 km² land en 0,1 km² water. Iron River ligt op ongeveer 489 m boven zeeniveau.

## Plaatsen in de nabije omgeving
De onderstaande figuur toont nabijgelegen plaatsen in een straal van 24 km rond Iron River.